# 戈德瓦尔斯费尔德
戈德瓦尔斯费尔德（法語：Godewaersvelde，法語發音：[ɡɔdvaʁsvɛld]）是法国上法蘭西大區北部省的一个市镇，属于敦刻尔克区。

## 地理
戈德瓦尔斯费尔德（50°47'38"N, 2°38'36"E）面积11.89 平方千米，位于法国上法蘭西大區北部省，该省份为法国最北部的省份及最长的省份，西北濒北海，西接加来海峡省，南至埃纳省和索姆省，东与比利时接壤。
与戈德瓦尔斯费尔德接壤的市镇（或旧市镇、城区）包括：斯滕福德、贝尔滕、博斯凯普、埃克、弗莱特尔、梅特伦。
戈德瓦尔斯费尔德的时区为UTC+01:00、UTC+02:00（夏令时）。

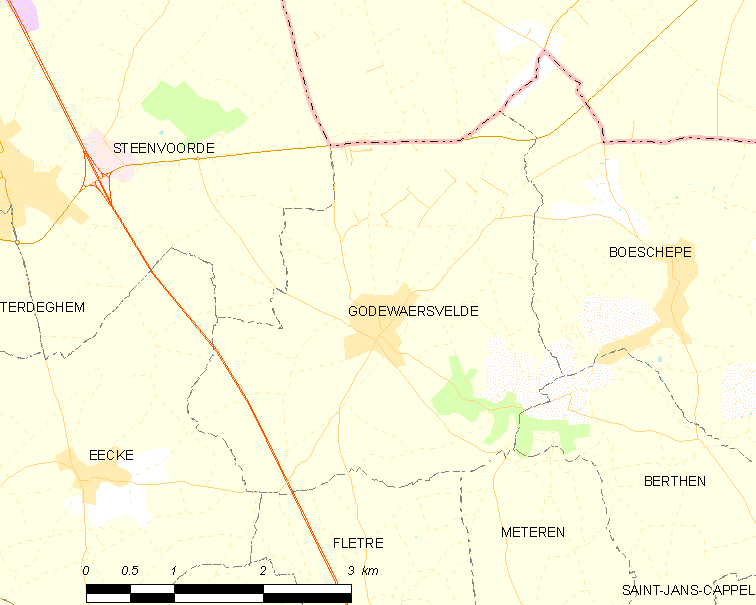
戈德瓦尔斯费尔德的OSM定位图

## 行政
戈德瓦尔斯费尔德的邮政编码为59270，INSEE市镇编码为59262。

## 政治
戈德瓦尔斯费尔德所属的省级选区为巴约勒县。

## 人口

1962-2008年间戈德瓦尔斯费尔德人口变化图示

戈德瓦尔斯费尔德于2022年1月1日时的人口数量为2037人。